# جامک کلیه
جامک‌های کلیه (به انگلیسی: Renal calyx) مجاری در کلیه هستند که ادرار از آنها عبور می‌کند. جامک‌های کوچک یک زهکش فنجان‌مانند در پیرامون رأس هرم‌های کلیه تشکیل می‌دهند. ادرار تشکیل‌شده در کلیه از طریق یک پاپیلای کلیه در راس به جامک کوچک عبور می‌کند. چهار یا پنج جامک کوچک همگرا می‌شوند و یک جامک اصلی را تشکیل می‌دهند که از طریق آن ادرار به لگنچه کلیه می‌رود (که به نوبه خود ادرار را از کلیه از طریق میزنای تخلیه می‌کند).
سنگ آهکی استغورن " سنگ کلیه است که ممکن است تا جامک‌های کلیه گسترش یابد.
واگرای کلیه (renal diverticulum) واگراهایی در جامک کلیه است.

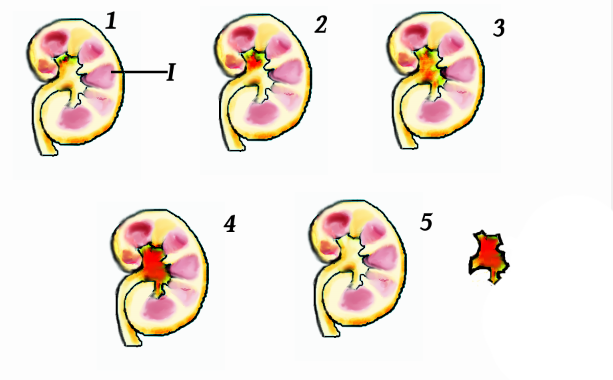
نمونه‌ای از سنگ کلیه "Staghorn" که به درون جامک‌های کلیه بیرون زده است.